# Folgore (490)
La motocannoniera Folgore (originariamente MC 490, poi P 490) è stata un'unità della Marina Militare Italiana, prima motocannoniera convertibile sperimentale costruita nel dopoguerra in Italia, derivata dalle Schnellboote tedesche tipo “S 38” Lürssen. L'unità, entrata in servizio nel 1955 per essere destinata a compiti di attacco in aree ristrette come l'Adriatico, ebbe il suo armamento più volte cambiato o modificato nel 1959/60 e nel 1962/64. Adottando un armamento di tipo convertibile l'unità poteva essere impiegata come motocannoniera, come motocannoniera-motosilurante e come motocannoniera-posamine.
La costruzione della MC 490, avvenuta negli stabilimenti dei Cantieri Riuniti dell'Adriatico di Monfalcone, fu un banco di prova per la sperimentazione di idee e soluzioni tecniche, essendo stata la ma non avendo dato le prove l'esito sperato, l'unità, costruita come sperimentale, restò l'unica ad essere realizzata e dopo varie trasformazioni assunse nel 1964 la sua configurazione definitiva. Nel 1965 venne ribattezzata "Folgore" mantenendo sempre il distintivo ottico 490.

## Storia
La costruzione dell'unità ebbe inizio nel Cantiere di Monfalcone il 1º ottobre 1952 e dopo il varo avvenuto il 21 maggio 1954 l'unità venne completata il 1º agosto 1955.
Madrina del varo fu la poetessa Rosinella Celeste, all'epoca sedicenne, figlia di Giovanni Celeste, sportivo messinese e ufficiale della Regia Marina, scomparso in mare il 28 febbraio 1943, quando il sommergibile di preda bellica francese FR 111, di cui il tenente di vascello Giovanni Celeste era al comando, venne affondato al largo di Capo Murro di Porco mentre rientrava da Lampedusa ad Augusta dopo avere effettuato una missione di trasporto. La città di Messina nel luglio del 1948 aveva intitolato alla memoria di questo sportivo e militare il principale stadio cittadino, che sarebbe stata fino al 2004 la sede delle partite casalinghe del Messina, e la figlia, che all'epoca della morte del padre aveva poco più di quattro anni, venne scelta per onorare la memoria del padre scomparso tragicamente in guerra per la propria Patria.
L'unità all'origine aveva un dislocamento standard di 166 tonnellate e di 190 tonnellate a pieno carico.

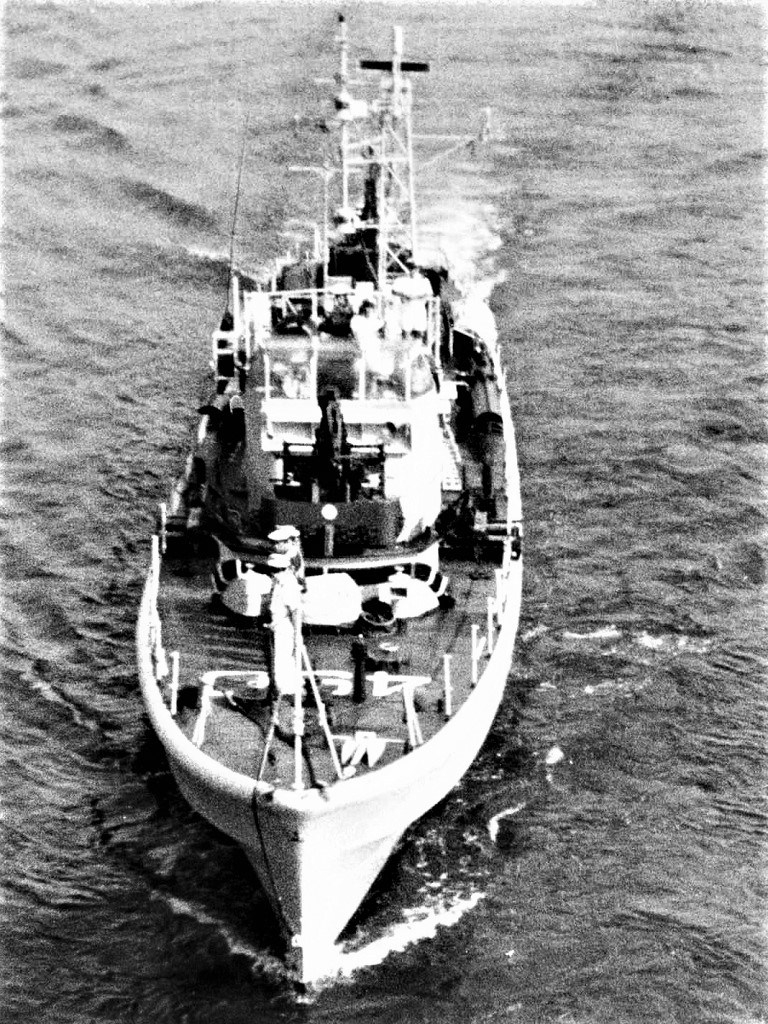
l'imbarcazione nel 1965

La propulsione era di quattro motori diesel su quattro assi dalla potenza totale di 10000 CV che consentivano una velocità di 35 nodi con un'autonomia di 629 miglia.
L'armamento era di due cannoni singoli da 40/56mm e quattro tubi lanciasiluri da 450mm di diametro, di cui due fissi ad impulso laterale del tipo B41 e due brandeggiabili.
Le prime prove in mare rivelarono una tendenza marcata a sollevare la prora, con conseguente perdita di velocità a causa dell'eccessivo sforzo, tanto che per aumentare la spinta della zona poppiera venne applicata, nel cantiere di costruzione, una particolare struttura a “bottazzo”, che determinò un prolungamento verso poppa dell'opera viva portando la lunghezza fuori tutto dell'unità da 37,2 m a 39,4 metri. Successivamente nel 1957, per attutire gli spruzzi d'acqua generati durante la navigazione ad alta velocità e con mare leggermente mosso, presso l'Arsenale di Taranto, la plancia venne dotata di un parabrezza in plexiglas e la prora di un paraspruzzi. La coeva corvetta Sentinella, costruita nello stesso cantiere aveva fatto registrare simili problemi.
Nel 1959/60 vennero aggiunte delle ferroguide per dodici mine.
Nonostante i numerosi interventi di modifica effettuati nel corso degli anni cinquanta l'unità non rispondeva in maniera completa alle caratteristiche
nautiche previste in sede di progettazione e nel giugno 1962 entrò in cantiere presso l'Arsenale Militare di Taranto per una radicale ricostruzione. I lavori di trasformazione terminarono alla fine del 1963.
Al termine dei lavori la lunghezza passò da 39 a 43,2 metri, con la poppa che venne allungata, mentre il pescaggio passò da 1,9 a 2,1 metri, con conseguente aumento del dislocamento standard che passò a 191 tonnellate, con il dislocamento a pieno carico che passò a 198 tonnellate. I lavori videro la sostituzione dei motori principali tipo MB 511 da 2.500 hp con motori tipo MB 518 da 3.000 hp per una potenza totale di 12000 hp, che consentivano all'imbarcazione di raggiungere la velocità di 38 nodi con un'autonomia di 700 miglia grazie alla maggiore quantità di combustibile imbarcato, passato da 22 a 30 tonnellate.
L'armamento nella nuova configurazione vide la sostituzione dei cannoni da 40/56mm, con altrettanti da 40/70mm, la modifica delle ferroguide per consentire l'imbarco di quattordici mine da fondo, munite di carrelli a perdere, anziché dodici, mentre vennero mantenuti i lanciasiluri originali.
L'armamento dell'unità non poteva definirsi completamente convertibile, in quanto la diversa predisposizione operativa non contemplava il momentaneo sbarco di armi ed attrezzature, fattore che si rifletteva negativamente in fase d'impiego, sul dislocamento e con l'ingombro del ponte. La configurazione motocannoniera e motosilurante non contemplava l'imbarco di mine da fondo, mentre nella configurazione motocannoniera e posamine non venivano imbarcati i siluri.
L'unità rientrata in servizio nel 1964, venne ribattezzata Folgore il 1º settembre 1965, quando la Marina Militare abbandonò l'uso di indicare il naviglio silurante con una sigla alfanumerica assegnando ad ogni unità di questo tipo un nome.
L'imbarcazione, assegnata a Brindisi al COMOS, la sezione motocannoniere della III Divisione Navale è andata in disarmo il 1º ottobre 1976 ed è stata radiata il 15 ottobre successivo.
La sigla P 490 è stata assegnata al pattugliatore Comandante Cigala Fulgosi dell classe Comandanti.

## Nome
Il nome Folgore, con cui l'unità è stata ribattezzata dopo i lavori di ricostruzione è stato ereditato da un cacciatorpediniere della classe omonima costruito negli stabilimenti Bacini e Scali Partenopei di Napoli affondato nella notte tra il 1° e il 2 dicembre 1942 nel corso di un combattimento con unità navali inglesi nei pressi dei banchi di Skerki. Il comandante dell'unità, il Capitano di Corvetta Ener Bettica venne decorato con la Medaglia d'Oro al Valor Militare alla memoria.

## Galleria d'immagini

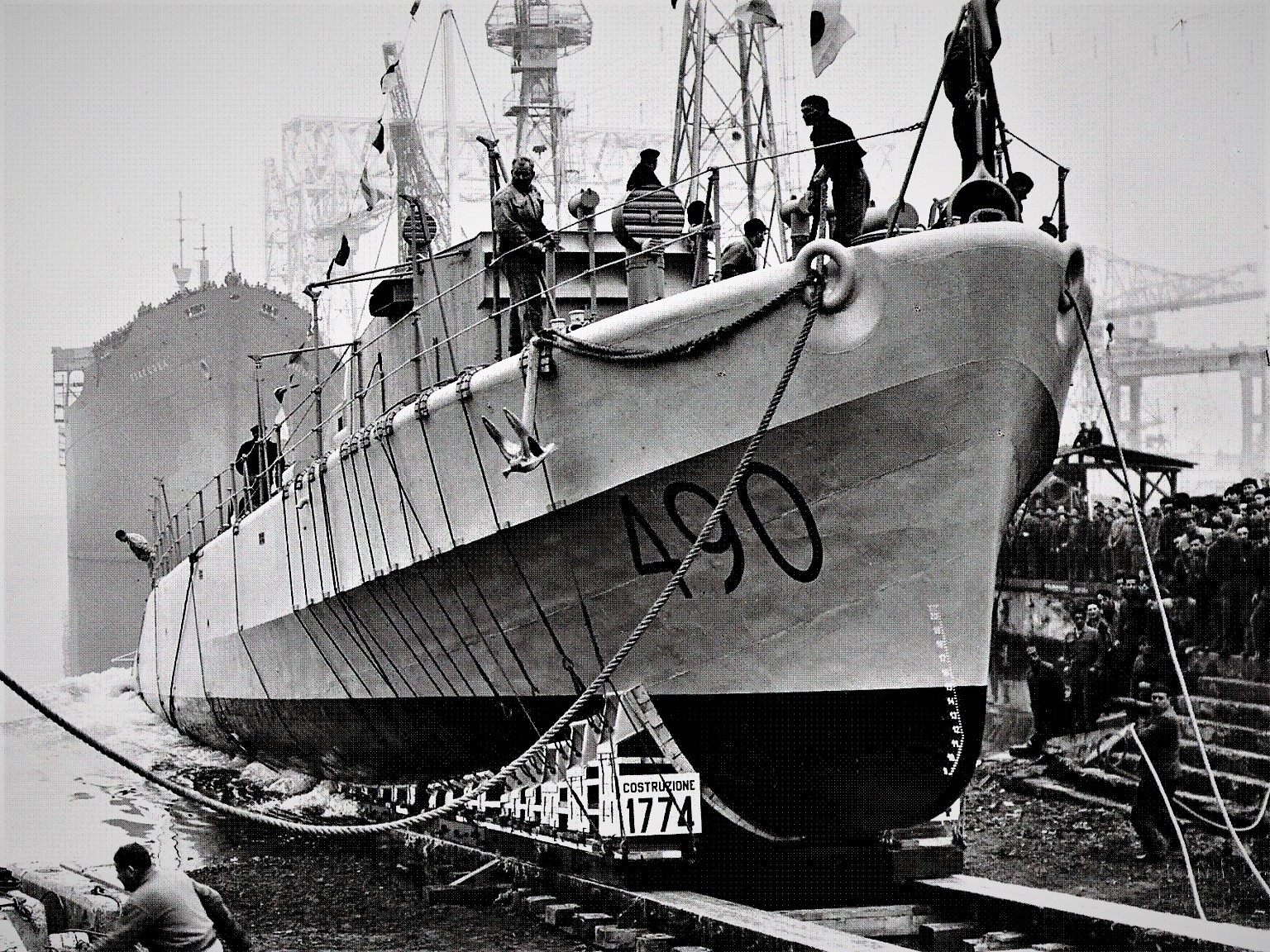
Il varo nel 1954
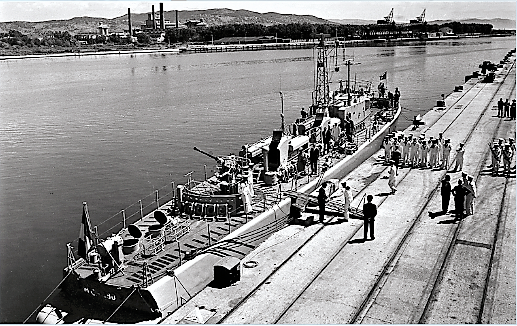
Il giorno dell'entrata in servizio
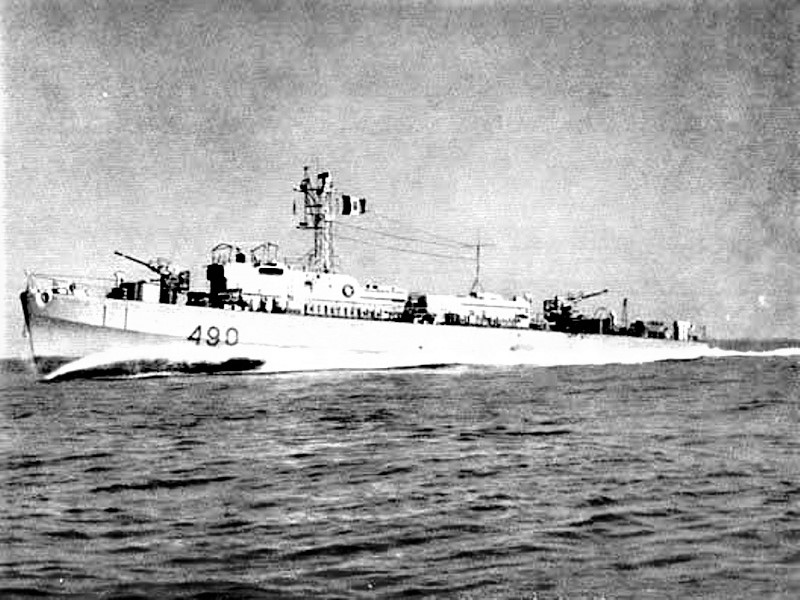
La motocannoniera nei primi anni di servizio
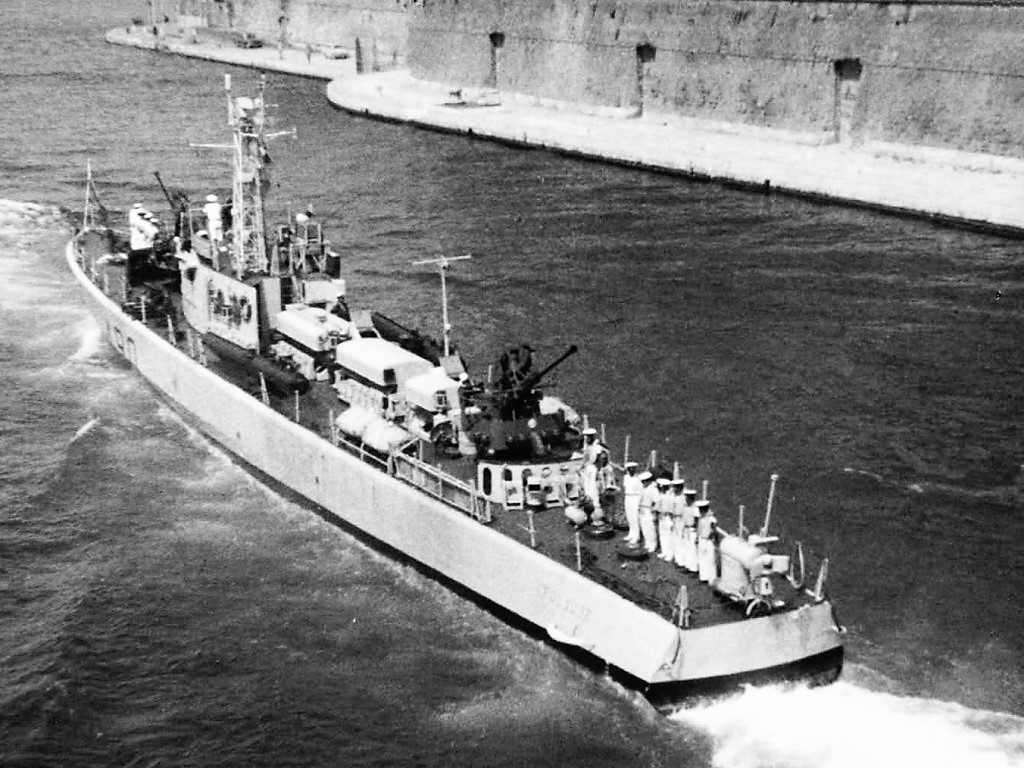
La motocannoniera nel 1965